# آپولو (کوندینامارکا)
آپولو (انگلیسی: Apulo) یک منطقه مسکونی در کشور کلمبیا است.